# アグリンの家
『アグリンの家』（アグリンのいえ）は、日本テレビで2011年10月6日から2015年3月29日まで放送されたミニ番組である。全181回。JAグループの一社提供。
開始当初は東阪の地上波とBS日テレのみの、局を限定したスポンサードネット番組であったが、2013年10月6日より日曜18:55 - 19:00に移動した。これにより、同枠における前番組『わたしのlife On』同様、当番組もネットワークセールス枠となった。

## 概要
「育てるこだわり」「受け継いだ先人の知恵」「野菜のためになる話」など様々なことを1話ごとに独自のストーリーで表現していく。
毎回の基本的な流れは、台所に立つ姉あんなの許に食材が届く。→食材を収穫する妹れいなの様子が映しだされる。→その食材を使ってあんなが一品料理を作る。という内容である。

## 出演者
- 双子の姉妹：蒼あんな・れいな
- 双子子役：セリ＆リオ
- ナレーション：石田ひかり
- 春スペシャル：船越英一郎
- 秋スペシャル：中山美穂

## スタッフ
- 構成：田中直人
- 撮影：大沼聡、千葉諭
- 音声：後田良
- 編集：森田祐司
- MA：村松勝弘、大竹雄一
- 音効：今野直秀、鈴木信行
- Web制作：大沼修一、早坂紀之
- へアメイク：鷲塚明寿美
- 写真：野中元
- 料理：かるべけいこ
- ディレクター：西宮沙織
- 演出：駒木純一
- プロデューサー：秋山健一郎
- 制作協力：ディレクターズ21
- 制作著作：日本テレビ

## ネット局

### 第1期
| 放送対象地域 | 放送局            | 系列           | 放送曜日・放送時間   | 放送開始         | 備考       |
| ------------ | ----------------- | -------------- | -------------------- | ---------------- | ---------- |
| 関東広域圏   | 日本テレビ（NTV） | 日本テレビ系列 | 木曜日 21:54 - 22:00 | 2011年10月6日 -  | 番組製作局 |
| 近畿広域圏   | 読売テレビ（ytv） | 日本テレビ系列 | 木曜日 20:54 - 21:00 | 2011年10月11日 - |            |
| 日本全国     | BS日テレ          | BSデジタル放送 | 日曜日 10:54 - 11:00 | 2011年10月16日 - | 10日遅れ   |

※読売テレビでは、2011年10月11日から2012年3月27日までの期間については5日遅れの火曜21:54 - 22:00に放送されていた。

### 第2期
| 放送対象地域   | 放送局                    | 系列                                           | 放送曜日・放送時間   |
| -------------- | ------------------------- | ---------------------------------------------- | -------------------- |
| 関東広域圏     | 日本テレビ（NTV） 制作局  | 日本テレビ系列                                 | 日曜日 18:55 - 19:00 |
| 北海道         | 札幌テレビ（STV）         | 日本テレビ系列                                 | 日曜日 18:55 - 19:00 |
| 青森県         | 青森放送（RAB）           | 日本テレビ系列                                 | 日曜日 18:55 - 19:00 |
| 岩手県         | テレビ岩手（TVI）         | 日本テレビ系列                                 | 日曜日 18:55 - 19:00 |
| 宮城県         | ミヤギテレビ（MMT）       | 日本テレビ系列                                 | 日曜日 18:55 - 19:00 |
| 秋田県         | 秋田放送（ABS）           | 日本テレビ系列                                 | 日曜日 18:55 - 19:00 |
| 山形県         | 山形放送（YBC）           | 日本テレビ系列                                 | 日曜日 18:55 - 19:00 |
| 福島県         | 福島中央テレビ（FCT）     | 日本テレビ系列                                 | 日曜日 18:55 - 19:00 |
| 山梨県         | 山梨放送（YBS）           | 日本テレビ系列                                 | 日曜日 18:55 - 19:00 |
| 新潟県         | テレビ新潟（TeNY）        | 日本テレビ系列                                 | 日曜日 18:55 - 19:00 |
| 長野県         | テレビ信州（TSB）         | 日本テレビ系列                                 | 日曜日 18:55 - 19:00 |
| 静岡県         | 静岡第一テレビ（SDT）     | 日本テレビ系列                                 | 日曜日 18:55 - 19:00 |
| 富山県         | 北日本放送（KNB）         | 日本テレビ系列                                 | 日曜日 18:55 - 19:00 |
| 石川県         | テレビ金沢（KTK）         | 日本テレビ系列                                 | 日曜日 18:55 - 19:00 |
| 福井県         | 福井放送（FBC）           | 日本テレビ系列／テレビ朝日系列                 | 日曜日 18:55 - 19:00 |
| 中京広域圏     | 中京テレビ（CTV）         | 日本テレビ系列                                 | 日曜日 18:55 - 19:00 |
| 近畿広域圏     | 読売テレビ（ytv）         | 日本テレビ系列                                 | 日曜日 18:55 - 19:00 |
| 鳥取県・島根県 | 日本海テレビ（NKT）       | 日本テレビ系列                                 | 日曜日 18:55 - 19:00 |
| 広島県         | 広島テレビ（HTV）         | 日本テレビ系列                                 | 日曜日 18:55 - 19:00 |
| 山口県         | 山口放送（KRY）           | 日本テレビ系列                                 | 日曜日 18:55 - 19:00 |
| 徳島県         | 四国放送（JRT）           | 日本テレビ系列                                 | 日曜日 18:55 - 19:00 |
| 香川県・岡山県 | 西日本放送（RNC）         | 日本テレビ系列                                 | 日曜日 18:55 - 19:00 |
| 愛媛県         | 南海放送（RNB）           | 日本テレビ系列                                 | 日曜日 18:55 - 19:00 |
| 高知県         | 高知放送（RKC）           | 日本テレビ系列                                 | 日曜日 18:55 - 19:00 |
| 福岡県         | 福岡放送（FBS）           | 日本テレビ系列                                 | 日曜日 18:55 - 19:00 |
| 長崎県         | 長崎国際テレビ（NIB）     | 日本テレビ系列                                 | 日曜日 18:55 - 19:00 |
| 熊本県         | くまもと県民テレビ（KKT） | 日本テレビ系列                                 | 日曜日 18:55 - 19:00 |
| 大分県         | テレビ大分（TOS）         | 日本テレビ系列／フジテレビ系列                 | 日曜日 11:45 - 11:50 |
| 宮崎県         | テレビ宮崎（UMK）         | フジテレビ系列／日本テレビ系列／テレビ朝日系列 | 土曜日 9:55 - 10:00  |
| 鹿児島県       | 鹿児島読売テレビ（KYT）   | 日本テレビ系列                                 | 日曜日 18:55 - 19:00 |
| 沖縄県         | 沖縄テレビ（OTV）         | フジテレビ系列                                 | 日曜日 6:25 - 6:30   |

※レギュラー放送は地上波で全国放送となるため、BS日テレでは第1期とは異なり、放送されないが、スペシャル版は第1期同様、日本テレビ・読売テレビ・BS日テレの3局ネットを維持する。
※2013年11月17日・24日は『グラチャンバレー2013』中継のため、17日は20:05 - 20:08に、24日は19:55 - 19:58にそれぞれ枠移動・縮小の上放送。なお、左記バレーボール中継を19:00から同時ネットするフジテレビ系列とのクロスネット局2局を含んだ遅れネット局では、通常通り遅れネットで放送。
※2014年8月31日は『24時間テレビ 「愛は地球を救う」」のため休止。

## スペシャル版
2013年2月16日と11月2日に当番組のスペシャル版が日本テレビ・読売テレビ・BS日テレにて放送された。
- 第1回「『アグリンの家』〜絆・スペシャル.2013〜」
  - 東日本大震災から2年を迎えようとする東北地方（岩手県・宮城県・福島県）を舞台にして製作された。
  - 放送：2013年2月16日 10:30 - 11:25（関東地区は『土曜ロータリー』枠。BS日テレは同日16:00 - 17:00）
  - 出演：蒼あんな、蒼れいな、石田ひかり（ナレーター。回想シーンでは姉妹の母親役として出演）、セリ&リオ（子役。幼少期の姉妹役）、船越英一郎（友情出演）
- 第2回「『アグリンの家』秋スペシャル〜実り編〜」
  - 放送：2013年11月2日 10:30 - 11:25（関東地区は引き続き『土曜ロータリー』枠。BS日テレは同日16:00 - 16:55）
  - 出演：蒼あんな、蒼れいな、石田ひかり（ナレーター）、セリ&リオ（子役。幼少期の姉妹役）、中山美穂（ゲスト出演）

## YouTubeでの復活
2019年4月、YouTube上に「アグリンch」が開設。あんな・れいなは引き続き出演しているが、ナレーターは非設定。